# Seznam generálních představených šedých uršulinek

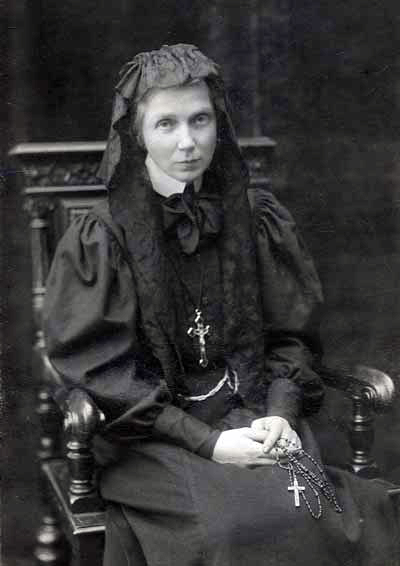
Sv. Urszula Ledóchowska (1865–1935), zakladatelka a v letech 1920–1939 první generální představená kongregace. Fotografie je z roku 1907, kdy ještě byla uršulinkou Římské unie.

Kompletní seznam generálních představených Kongregace sester uršulinek Srdce Ježíše Umírajícího („šedých uršulinek“) od založení kongregace v roce 1920 až po dnešek.
1. sv. Urszula Ledóchowska (1920–1939)
2. Pia Leśniewska (1939–1947)
3. Brygida Rodziewicz (1947–1955)
4. Franciszka Popiel (1955–1963)
5. Andrzeja Górska (1963–1983)
6. Urszula Frankiewicz (1983–1995)
7. Jolanta Olech (1995–2007)
8. Franciszka Sagun (2007–2019)
9. Beata Mazur (od 2019)